# مارجوري كينان رولينغز
مارجوري كينان رولينغز (بالإنجليزية: Marjorie Kinnan Rawlings)‏ (من مواليد 8 أغسطس 1896 - 14 ديسمبر 1953) مؤلفة وكاتبة أمريكية عاشت في ريف فلوريدا. كتبت روايات ذات موضوعات وإطارات ريفية. وقد فاز عملها المعروف «الرَّضيع» الذي يتحدث عن صبي يتبنى ظبي يتيم ليرعاه، بجائزة بوليتزر عن فئة الأعمال الخيالية عام 1939. ثم لاحقًا صُور في فيلم يحمل العنوان ذاته. كتبت رولينغز هذا الكتاب قبل وقت طويل من نشوء مفهوم أدب الشباب، ولكنه الآن هو عادةً ما يُدرج ضمن قوائم القراءة بين القُرَّاء المراهقين.

## مهنة الكتابة
تشجيعًا من المحرر ماكسويل بيركنز (سكريبنر)، الذي كان مُعجبًا برسائلها التي كانت قد كتبتها سابقًا حول حياتها في رواية كروس كريك، بدأت رولينغز بكتابة مجموعة قصصية في فلوريدا. في عام 1930، قَبِلَ سكريبنر اثنتين من قصصها، «رقائق تشيدلينغز» و «سُلَّم جايكوب»، اللتان تتحدثا عن الفقراء في بلدة في فلوريدا الذين يعيشون في ظل ظروف مشابهة لجيرانها الذين تحدثت عنهم في رواية كروس كريك. لاقى الاستقبال المحلي لقصصها آراء مختلطة بين الحيرة حول من كتبت عنه والغضب، إذ اكتشفت إحدى الأمهات في البلدة التشابه الكبير بين القصة وحياة ابنها وهددت بجلدها بالسوط حتى الموت.
نشرت رولينغز روايتها الأولى «ساوث مون أندر» في عام 1933. وقد لاقت هذه الرواية استقبالًا عظيمًا في فلوريدا وضواحيها. تدور أحداث القصة عن شاب يُدعى لانت، الذي يعمل على دعم نفسه وأمه من خلال صنع الخمور الممنوعة وبيعها، وكيف سيواجه تهديد ابن عمه له بتسليمه للشرطة. تحدثت رولينغز في كثير من رواياتها عن صانعي الخمور، وقد عاشت مع أحدهم لعدة أسابيع بالقرب من أوكالا لتحضير الكتاب هذا. أُدرج هذا الكتاب في نادي كتاب الشهر ورُشِّح لنهائيات جائزة بوليتزر.
في نفس العام، انفصلت رولينغز عن زوجها تشارلز؛ إذ يبدو أن العيش في فلوريدا الريفية لم يُغريه.
في عام 1935، نُشر أحد كتبها الأقل شُهرةً، ألا وهو «التفاح الذهبي». تتحدث فيه عن مجموعة قصص لأشخاص مختلفين يعانون من حب من طرف واحد تجاه أشخاص لا يناسبونهم. شعرت رولينغز بخيبة أمل، وفي رسالة كتبتها عام 1935 إلى ناشرها ماكس بيركينز، أطلقت على الكتاب اسم «النفاية المثيرة للاهتمام بدلًا من الأدب».
على الرغم من ذلك، حظيت رولينغز بنجاح كبير في عام 1938 مع رواية الرَّضيع، التي تحكي قصة صبي من فلوريدا وصديقه الغزال الأليف وعلاقة الصبي بأبيه، التي كانت تنوي بها أن تكون قصة موجهة للقُرَّاء الصغار. أُدرج الكتاب في نادي كتاب الشهر، وفاز بجائزة بوليتزر عن فئة الأعمال الخيالية عام 1939. اشترت شركة إم جي إم (مترو غولدين ماير) حقوق إصدار الفيلم الذي صدر عام 1946، الأمر الذي جعل من رولينغز تكتسب شهرة أكبر. في عام 1942، نشرت رولينغز كتاب كروس كريك، وهو سيرة ذاتية لعلاقاتها مع جيرانها وأراجيح فلوريدا الحبيبة. وقد اختارها مرة أخرى نادي كتاب الشهر، بل وقد أُصدر الكتاب في طبعة خاصة للقوات المسلحة أُرسلت إلى الجنود خلال الحرب العالمية الثانية.
نُشرت رواية رولينغز الأخيرة «الزائر المؤقت» عام 1953، تدور أحداثها حول حياة رجل وعلاقته بعائلته: أم قاسية تفضل ابنها الأكبر وعلاقته بهذا الأخ الأكبر الغائب. بهدف جذب البيئة الطبيعية الحيوية لكتابة هذا الرواية، اشترت رولينغز مزرعة قديمة في فان هورنيفيل، نيويورك، إذ اعتادت قضاء فترة من كل عام هناك حتى وفاتها. لاقت الرواية استقبالًا بسيطًا مقارنةً برواياتها التي كتبتها في فلوريدا، إذ لم تقم سوى بالقليل لتعزيز سمعتها الأدبية. نشرت 33 قصة قصيرة بين عامي 1912–49. كما أن العديد من أعمال رولينغز كانت تتركز في منطقة شمال ووسط فلوريدا، إذ اعتُبرت كاتبة إقليمية في كثير من الأحيان. رفضت رولينغز نفسها هذا الاسم قائلة: «لا أملك أي طابع إقليمي، ولا أُمعن في الرواية الإقليمية بهذه الصفة ... لا تكتب رواية إقليمية أبدًا إلا في حال كان لها معان أخرى مختلفة عن أنها جميلة فقط».

## أعمالها

### القصص القصيرة
- تقمص الآنسة هيلتي عام 1912
- رقائق تشيدلينز عام 1931
- سُلَّم جايكوب عام 1931
- ضمير اهتمام عام 1931
- محصول الفول عام 1932
- غال يونغ (جائزة أو. هنري عام 1932)
- صفير الانحراف عام 1933
- التماسيح عام 1933
- بيني وكلاب الصيد عام 1933
- أستمحيك عذرًا عام 1934
- أم من مانفيل عام 1936
- أشخاص شريرين عام 1936
- المطر الجبلي عام 1938
- أغني وأنا أطبخ (أدب غير خيالي) عام 1939
- على الديوك أن تصدح عام 1939
- خيال البجعة عام 1940
- العدو عام 1940
- ربيع الياسمين عام 1941
- المانح عام 1941
- فاني، أيها الأحمق! عام 1942
- القشرة عام 1944
- السر الأسود عام 1945
- منازل مريم عام 1945 (سلسلة من 6 أجزاء تابعة لقصة أم من مانفيل)
- في القلب عام 1940

## روابط خارجية
- مارجوري كينان رولينغز على موقع IMDb (الإنجليزية)
- مارجوري كينان رولينغز على موقع الموسوعة البريطانية (الإنجليزية)
- مارجوري كينان رولينغز على موقع أول موفي (الإنجليزية)
- مارجوري كينان رولينغز على موقع قاعدة بيانات برودواي على الإنترنت (الإنجليزية)
- مارجوري كينان رولينغز على موقع إن إن دي بي (الإنجليزية)
- مارجوري كينان رولينغز على موقع قاعدة بيانات الفيلم (الإنجليزية)